# Théodore-Adrien Sarr
Théodore-Adrien Sarr (nascut el 28 de novembre de 1936) és un cardenal senegalès de l'Església Catòlica. Actualment és l'arquebisbe emèrit de Dakar, on serví entre el 2000 i el 2014, i abans havia servit com a bisbe de Kaolack entre 1974 i el 2000. Va ser elevat al Col·legi Cardenalici el 2007 pel Papa Benet XVI. El Papa Francesc acceptà la seva dimissió com a arquebisbe de Dakar, d'acord amb el Cànon 401.1 del Codi de Dret Canònic. El cardenal Sarr mantindrà els seus càrrecs a la Cúria Pontifícia i tindrà el dret de votar en un conclave fins al seu 80è aniversari, al de novembre de 2016.

## Biografia

### Infantesa i ordenació
Théodore-Adrien Sarr va néixer a Fadiouth fill de Rôg (batejat Edouard or Roger) i Louise (nom de soltera : Louise Diakher Diouf) Sarr, i té sis germans. Va néixer a una família Serer i té moltes famílies membres a Gàmbia. Completà la seva educació secundària al seminari menor de Hann. Sarr estudià filosofia i teologia al seminari major de Sébikhotane i a la Universitat de Dakar.
Va ser ordenat prevere per l'arquebisbe Hyacinthe Thiandoum el 28 de maig de 1964, i seguí els seus estudis a la Universitat de Dakar, on va obtenir la llicenciatura en llatí i grec.

### Tasca pastoral
Sarr va realitzar tasca pastoral a la parròquia de Saint-Thérèse de Dakar, com assistent a grups d'Acció Catòlica. També serví com a professor al seminari menor de N'Gasobil, i després en va ser rector entre 1970 i 1974.

### Episcopat
L'1 de juliol de 1974, Sarr va ser nomenat bisbe de Kaolack pel Papa Pau VI. Va rebre la seva consagració episcopal el 24 de novembre següent per l'arquebisbe Thiandoum, amb els bisbes Théophile Cadoux MSC i Augustin Sagna servint com a co-consagradors, en una cerimònia a l'aire lliure a la plaça del Collège Pie XII de Kaolack. El bisbe Sarr va ser nomenat arquebisbe de Dakar el 2 de juny del 2000.
A més de les seves tasques com a arquebisbe, també serveix com a President de la Conferència Episcopal del Senegal, Mauritània, Cap Verd i Guinea-Bissau; i el primer vicepresident del Simposi de Conferències Episcopals d'Àfrica i Madagascar.

### Cardenal
El papa Benet XVI el creà cardenal prevere de S. Lucia a Piazza d'Armi al consistori del 24 de novembre de 2007. El cardenal Sarr podrà participar en qualsevol conclave futur fins al 28 de novembre de 2016, quan compleixi els 80 anys. El 17 de gener de 2009 va ser nomenat membre del Consell Pontifici per a la Cultura pel Papa Benet.
Va ser un dels cardenals electors al conclave de 2013 que escollí el Papa Francesc.

## Opinions

### Avortament
Sarr es manifestà en contra de l'avortament, assenyalant que els pares sinodals afirmaren que la vida ha de ser respectada des de l'inici i fins al seu final natural. Posteriorment assenyalà que els ministres pastorals a l'Àfrica han de procurar ajudar les dones amb embarassos no desitjats, i que hi ha maneres de fer front amb una maternitat difícil més que no pas l'avortament.

### VIH/SIDA i condons
El 2009 el cardenal Sarr defensà el Papa davant una controvèrsia al voltant de la negativa papal a aprovar qualsevol ús del condó en la lluita contra la SIDA.